# Чехун, Роман Георгиевич
Рома́н Гео́ргиевич Чеху́н (укр. Роман Георгійович Чехун; 2 июля 1976 — 12 марта 2022, возле Беляевки) — украинский военный лётчик, майор, участник российско-украинской войны. Герой Украины (23 февраля 2023, посмертно).

## Биография
Родился 2 июля 1976 года. После окончания школы в 1993 году поступил в Харьковский национальный университет Воздушных Сил имени Ивана Кожедуба. Закончил обучение в 1998 году и проходил службу в 7-й бригаде тактической авиации имени Петра Франко в должности старшего командира звена авиационной эскадрильи. В 2014 году участвовал в АТО и ООС. С началом российского вторжения в Украину защищал небо над Херсонщиной.
Погиб 12 марта 2022 года в воздушном бою над Херсонщиной в составе экипажа с Валерием Ошкало.

## Награды
- Звание «Герой Украины» с удостоением ордена «Золотая Звезда» (23 февраля 2023, посмертно) — за личное мужество и героизм, проявленные в защите государственного суверенитета и территориальной целостности Украины, верность военной присяге[4].
- Орден «За мужество» III степени (25 сентября 2023, посмертно) — за личное мужество и самоотверженные действия, проявленные в защите государственного суверенитета и территориальной целостности Украины, верность военной присяге.